# ザ・ベスト・オブ・ボブ・ディラン VOL.2
『ザ・ベスト・オブ・ボブ・ディラン VOL.2』（The Best of Bob Dylan, Vol. 2）は、2000年にリリースされたボブ・ディランのベスト・アルバム。『ザ・ベスト・オブ・ボブ・ディラン』（1997年）の続第2集。イギリス、オーストラリア、カナダ、ヨーロッパ、日本などでリリースされたが、アメリカではリリースされていない。

## 解説
アルバム『フリーホイーリン・ボブ・ディラン』（1963年）から映画『ワンダー・ボーイズ』（2000年）の主題歌「シングス・ハヴ・チェンジド」までの楽曲の中から選曲されている。ソニー・ミュージックのSBMテクノロジーによるデジタル・リマスター。
「シングス・ハヴ・チェンジド」は、映画『ワンダー・ボーイズ』のサウンドトラックに収録されていたアルバム・ヴァージョン。「寂しき4番街」は、現在のリマスターされた『ボブ・ディランのグレーテスト・ヒット』（1967年）に収録されているエンディングが長いヴァージョン。「チェンジング・オブ・ザ・ガード」は、1999年リマスターのヴァージョン。ディグニティは、テレビドラマ『Touched by an Angel』（1997年）サウンドトラックに収録されていたヴァージョンで、『グレーテスト・ヒット第3集』（1994年）収録のものとは異なり、後に『DYLAN』（2007年）に収録されたオルタネイト・ヴァージョン。
初回は「ハイランド」、「風に吹かれて」二曲のライブ・バージョン（「THINGS HAVE CHANGED～DYLAN ALIVE! VOL.3」収録と同内容）が収録されているボーナス・ディスクが付いた限定盤。
日本盤のみ『バイオグラフ』（1985年）に収録されていた「いつまでも若く」のアコースティック・ヴァージョンを追加収録している。初回盤はステッカー封入＆4色レーベル仕様でボーナス・ディスクは付属しない。

## 収録曲
特記なき楽曲はボブ・ディラン作詞・作曲

### 通常盤
1. シングス・ハヴ・チェンジド - Things Have Changed
同『エッセンシャル・ボブ・ディラン』収録、アルバム・ヴァージョン
2. はげしい雨が降る - A Hard Rain's A-Gonna Fall
3. 悲しきベイブ - It Ain't Me Babe
4. サブタレニアン・ホームシック・ブルース - Subterranean Homesick Blues
5. 寂しき4番街 - Positively 4th Street
同リマスター版『ボブ・ディランのグレーテスト・ヒット』収録
6. 追憶のハイウェイ61 - Highway 61 Revisited
7. 雨の日の女 - Rainy Day Women #12 & 35
8. アイ・ウォント・ユー - I Want You
9. アイル・ビー・ユア・ベイビー・トゥナイト - I'll Be Your Baby Tonight
10. マイティ・クイン - Quinn the Eskimo (The Mighty Quinn)
11. 運命のひとひねり - Simple Twist of Fate
12. ハリケーン - Hurricane
  - 作詞・作曲: ディラン、ジャック・レヴィ
13. チェンジング・オブ・ザ・ガード - Changing of the Guards
1999年リマスター・ヴァージョン
14. ライセンス・トゥ・キル - License to Kill
15. シルヴィオ - Silvio
  - 作詞・作曲: ディラン、ロバート・ハンター
16. ディグニティ - Dignity
同『DYLAN』収録、オルタネイト・ヴァージョン
17. ノット・ダーク・イェット - Not Dark Yet
18. いつまでも若く - Forever Young
日本盤のみのボーナス・トラック。同『バイオグラフ』収録、アコースティック・バージョン

### 限定盤ボーナス・ディスク
2000年3月16日カリフォルニア州サンタ・クルーズ、Santa Cruz Civic Auditorium、ライブ録音
1. ハイランズ - Highlands (live version)
2. 風に吹かれて - Blowin' in the Wind (live version)

## リリース
日本
| 日付          | レーベル | フォーマット | カタログ番号 | 付記                                |
| ------------- | -------- | ------------ | ------------ | ----------------------------------- |
| 2000年6月21日 | SME      | CD           | SRCS 2305    | 初回限定ステッカー封入＆4色レーベル |
|               | SME      | CD           | SRCS 2305    | 通常盤                              |